# Angeville
Angeville är en kommun i departementet Tarn-et-Garonne i regionen Occitanien i södra Frankrike. Kommunen ligger i kantonen Saint-Nicolas-de-la-Grave som tillhör arrondissementet Castelsarrasin. År 2022 hade Angeville 238 invånare.

## Befolkningsutveckling
Antalet invånare i kommunen Angeville
| Referens: INSEE |